# Neubestand
In der Lebensversicherung unterteilt man seit der Deregulierung des Versicherungswesens die Gesamtheit der Versicherungsverträge eines Versicherers in den Altbestand und den Neubestand. Die staatliche Regulierung der seitdem abgeschlossenen Verträge, des Neubestandes, liegt auf einem deutlich geringeren Niveau als bei den zuvor abgeschlossenen Verträgen, dem Altbestand, für den die Regelungen des Versicherungsaufsichtsgesetzes vor der Regulierung überwiegend weiter gelten. So gilt insbesondere im Altbestand der genehmigte Geschäftsplan weiter. Änderungen bedürfen der Genehmigung der Versicherungsaufsicht. Im Neubestand ist dagegen die Gestaltung der Verträge, insbesondere die Beitragskalkulation, im Rahmen der gesetzlichen Regelungen frei. Der Geschäftsplan des Versicherers enthält keine die Ausgestaltung dieser Verträge betreffenden Regelungen mehr.

## Abgrenzung
Nach § 11c des Versicherungsaufsichtsgesetzes (VAG) gehören zum Altbestand die vor dem 29. Juli 1994 abgeschlossenen Lebensversicherungsverträge. Nach den Übergangsvorschriften werden die nach dem 29. Juli, aber vor dem 31. Dezember 1994 abgeschlossenen Verträge (Zwischenbestand) weitgehend entsprechend behandelt, sofern sie materiell unter gleichen Bedingungen abgeschlossen sind. Die Verträge, die nicht zum Altbestand gehören, bilden den Neubestand.
Bei Sterbekassen sowie bei Pensionskassen, bei denen eine Feststellung nach § 156a Absatz 3 Satz 5 VAG nicht getroffen wurde („regulierte Pensionskasse“), wird die Unterscheidung zwischen Alt- und Neubestand nicht getroffen: Es gelten hier die Regelungen für den Altbestand.

## Bedeutung

### Handelsrecht
Im Altbestand gelten die Bestimmungen des genehmigten Geschäftsplans zur Deckungsrückstellung weiter. Änderungen bedürfen der Genehmigung der Versicherungsaufsicht.
Die Bestimmung der Deckungsrückstellung für den Neubestand richtet sich ausschließlich nach handelsrechtlichen Bestimmungen.
In Folge bestätigt der Verantwortliche Aktuar unter der Bilanz für den Neubestand die Übereinstimmung der Berechnung der Deckungsrückstellung mit den handelsrechtlichen Bestimmungen. Für den Altbestand bestätigt er insbesondere die Übereinstimmung mit dem genehmigten Geschäftsplan für diese Verträge.

### Vertragsrecht
Im Altbestand wird zwar in den AGB normalerweise auf den Geschäftsplan Bezug genommen oder dieser sogar als Teil des Vertrages bezeichnet. Dennoch ist der Geschäftsplan nicht Bestandteil des Vertrages, auch wenn ihm eine wesentliche Bedeutung bei der Bestimmung der vertraglichen Grundlagen, z. B. der Überschussbeteiligung, zukommt.
Im Neubestand hat der Geschäftsplan des Versicherer keine Bedeutung mehr für die vertraglichen Vereinbarungen mit dem Versicherungsnehmer. Alle regelungsbedürftigen Sachverhalte sind im Vertrag selbst zu regeln. Die Vertragsbestimmungen können unter bestimmten Bedingungen, z. B. im Falle ungültiger Bestimmungen, mit Zustimmung eines unabhängigen Treuhänders geändert werden.
Geschäftspläne, auch des Altbestandes, können mit Zustimmung der Versicherungsaufsicht geändert werden.

### Überschussbeteiligung
Im Rahmen der Überschussbeteiligung bestimmt die Mindestzuführungsverordnung, dass die Vorgaben zur Mindestzuführung zur Rückstellung für Beitragsrückerstattung jeweils für den Alt- und Neubestand gesondert anzuwenden und einzuhalten sind.